# 500 kilomètres de Silverstone 1992
Navigation
Édition précédente Édition suivante
Les 500 kilomètres de Silverstone 1992, disputées le 10 mai 1992 sur le Circuit de Silverstone ont été la seconde manche du Championnat du monde des voitures de sport 1992.

## La course

### Classement de la course
Voici le classement officiel au terme de la course,.
- Les premiers de chaque catégorie du championnat du monde sont signalés par un fond jaune.
- Pour la colonne Pneus, il faut passer le curseur au-dessus du modèle pour connaître le manufacturier de pneumatiques.
- Les voitures ne réussissant pas à parcourir 90% de la distance du gagnant sont non classées (NC).

| Pos   | Classe  | no | Écurie                  | Pilotes                              | Châssis                    | Pneus | Tours | Temps                       |
| Pos   | Classe  | no | Écurie                  | Pilotes                              | Moteur                     | Pneus | Tours | Temps                       |
| ----- | ------- | -- | ----------------------- | ------------------------------------ | -------------------------- | ----- | ----- | --------------------------- |
| 1     | C1      | 1  | Peugeot Talbot Sport    | Yannick Dalmas Derek Warwick         | Peugeot 905 Evo 1B         | M     | 96    | 2 h 32 min 29 s 226         |
| 1     | C1      | 1  | Peugeot Talbot Sport    | Yannick Dalmas Derek Warwick         | Peugeot SA35 3.5L V10      | M     | 96    | 2 h 32 min 29 s 226         |
| 2     | C1      | 5  | Mazdaspeed              | Maurizio Sandro Sala Johnny Herbert  | Mazda MXR-01               | M     | 94    | + 2 Tours                   |
| 2     | C1      | 5  | Mazdaspeed              | Maurizio Sandro Sala Johnny Herbert  | Mazda (Judd) MV10 3.5L V10 | M     | 94    | + 2 Tours                   |
| 3     | FIA Cup | 22 | Chamberlain Engineering | Will Hoy Ferdinand de Lesseps        | Spice SE89C                | G     | 85    | + 11 Tours                  |
| 3     | FIA Cup | 22 | Chamberlain Engineering | Will Hoy Ferdinand de Lesseps        | Ford Cosworth DFZ 3.5L V8  | G     | 85    | + 11 Tours                  |
| 4     | FIA Cup | 29 | Team S.C.I.             | Ranieri Randaccio Stefano Sebastiani | Spice SE90C                | G     | 77    | + 19 Tours                  |
| 4     | FIA Cup | 29 | Team S.C.I.             | Ranieri Randaccio Stefano Sebastiani | Ford Cosworth DFR 3.5L V8  | G     | 77    | + 19 Tours                  |
| Dsq.† | C1      | 4  | Euro Racing             | Jesús Pareja Stefan Johansson        | Lola T92/10                | M     | 90    | Carburant non réglementaire |
| Dsq.† | C1      | 4  | Euro Racing             | Jesús Pareja Stefan Johansson        | Judd GV10 3.5L V10         | M     | 90    | Carburant non réglementaire |
| Abd.  | C1      | 7  | Toyota Team Tom's       | Geoff Lees Hitoshi Ogawa             | Toyota TS010               | G     | 55    | Problème électrique         |
| Abd.  | C1      | 7  | Toyota Team Tom's       | Geoff Lees Hitoshi Ogawa             | Toyota RV10 3.5L V10       | G     | 55    | Problème électrique         |
| Abd.  | C1      | 3  | Euro Racing             | Cor Euser Charles Zwolsman Sr.       | Lola T92/10                | M     | 29    | Boite de vitesses           |
| Abd.  | C1      | 3  | Euro Racing             | Cor Euser Charles Zwolsman Sr.       | Judd GV10 3.5L V10         | M     | 29    | Boite de vitesses           |
| Abd.  | C1      | 2  | Peugeot Talbot Sport    | Philippe Alliot Mauro Baldi          | Peugeot 905 Evo 1B         | M     | 26    | Moteur                      |
| Abd.  | C1      | 2  | Peugeot Talbot Sport    | Philippe Alliot Mauro Baldi          | Peugeot SA35 3.5L V10      | M     | 26    | Moteur                      |
| Abd.  | FIA Cup | 21 | Action Formula          | Luigi Taverna Alessandro Gini        | Spice SE90C                | G     | 25    | Différentiel                |
| Abd.  | FIA Cup | 21 | Action Formula          | Luigi Taverna Alessandro Gini        | Ford Cosworth DFR 3.5L V8  | G     | 25    | Différentiel                |
| Abd.  | C1      | 8  | Toyota Team Tom's       | Jan Lammers Andy Wallace             | Toyota TS010               | G     | 9     | Moteur                      |
| Abd.  | C1      | 8  | Toyota Team Tom's       | Jan Lammers Andy Wallace             | Toyota RV10 3.5L V10       | G     | 9     | Moteur                      |
| Abd.  | FIA Cup | 25 | G.S.R. GmbH             | Almo Coppelli Frank Kraemer          | Gebhardt C91               | G     | 2     | Moteur                      |
| Abd.  | FIA Cup | 25 | G.S.R. GmbH             | Almo Coppelli Frank Kraemer          | Ford Cosworth DFR 3.5L V8  | G     | 2     | Moteur                      |
| Np.   | C1      | 9  | British Racing Motors   | Harri Toivonen Wayne Taylor          | BRM P351                   | G     | -     | Problème de pompe à huile   |
| Np.   | C1      | 9  | British Racing Motors   | Harri Toivonen Wayne Taylor          | BRM (Weslake) 3.5L V12     | G     | -     | Problème de pompe à huile   |

† - #4 Euro Racing a été disqualifié pour avoir utilisé un composé de carburant illégal.

## Pole position et record du tour
- Pole position :  Derek Warwick (#1 Peugeot Talbot Sport) en 1 min 24 s 421
- Meilleur tour en course :  Yannick Dalmas (#1 Peugeot Talbot Sport) en 1 min 29 s 043

## À noter
- Longueur du circuit : 5,226 km
- Distance parcourue par les vainqueurs :